# Churchill—Keewatinook Aski
Pour les articles homonymes, voir Churchill.
Circonscription électorale fédérale du Canada
Churchill—Keewatinook Aski (auparavant Churchill), est une circonscription électorale fédérale du Canada située dans la province du Manitoba. Elle comprend environ les deux tiers du nord de la province, ainsi qu'une partie à l'est du lac Winnipeg.
Sa population est de 73 428 dont 46 718 électeurs sur une superficie de 461 009 km². Les circonscriptions limitrophes sont Desnethé—Missinippi—Rivière Churchill, Nunavut, Kenora, Provencher, Selkirk—Interlake et Dauphin—Swan River—Marquette.

## Historique
La circonscription de Churchill a été créée en 1933 d'une partie de la circonscription de Nelson.
| Législature                | Années        | Député               | Député            | Parti                     |
| -------------------------- | ------------- | -------------------- | ----------------- | ------------------------- |
| Churchill issue de Nelson  |               |                      |                   |                           |
| 18e                        | 1935–1940     |                      | Thomas Crerar     | Libéral                   |
| 19e                        | 1940–1945     |                      | Thomas Crerar     | Libéral                   |
| 20e                        | 1945–1949     |                      | Ronald Moore      | Social-démocrate          |
| 21e                        | 1935–1940     |                      | George Weaver     | Libéral                   |
| 22e                        | 1953–1957     |                      | George Weaver     | Libéral                   |
| 23e                        | 1957–1958     |                      | Robert Simpson    | Progressiste-conservateur |
| 24e                        | 1958–1962     |                      | Robert Simpson    | Progressiste-conservateur |
| 25e                        | 1962–1963     |                      | Robert Simpson    | Progressiste-conservateur |
| 26e                        | 1963–1965     |                      | Robert Simpson    | Progressiste-conservateur |
| 27e                        | 1965–1968     |                      | Robert Simpson    | Progressiste-conservateur |
| 28e                        | 1968–1972     |                      | Robert Simpson    | Progressiste-conservateur |
| 29e                        | 1972–1974     | Charles Keith Taylor |                   | Progressiste-conservateur |
| 30e                        | 1974–1979     | Cecil Smith          |                   | Progressiste-conservateur |
| 31e                        | 1979–1980     |                      | Rod Murphy        | Néo-démocrate             |
| 32e                        | 1980–1982     |                      | Rod Murphy        | Néo-démocrate             |
| 33e                        | 1984–1988     |                      | Rod Murphy        | Néo-démocrate             |
| 34e                        | 1988–1993     |                      | Rod Murphy        | Néo-démocrate             |
| 35e                        | 1993–1997     |                      | Elijah Harper     | Libéral                   |
| 36e                        | 1997–2000     |                      | Bev Desjarlais    | Néo-démocrate             |
| 37e                        | 2000–2003     |                      | Bev Desjarlais    | Néo-démocrate             |
| 38e                        | 2004–2005     |                      | Bev Desjarlais    | Néo-démocrate             |
| 38e                        | 2005-2006     |                      | Bev Desjarlais    | Indépendant               |
| 39e                        | 1993–1997     |                      | Tina Keeper       | Libéral                   |
| 40e                        | 2008–2011     |                      | Niki Ashton       | Néo-démocrate             |
| 41e                        | 2011–2013     |                      | Niki Ashton       | Néo-démocrate             |
| Churchill—Keewatinook Aski |               |                      |                   |                           |
| 42e                        | 2015–2019     |                      | Niki Ashton       | Néo-démocrate             |
| 43e                        | 2019–2021     |                      | Niki Ashton       | Néo-démocrate             |
| 44e                        | 2021–2025     |                      | Niki Ashton       | Néo-démocrate             |
| 45e                        | 2025–en cours |                      | Rebecca Chartrand | Libérale                  |

## Résultats électoraux
Modèle:Élection générale canadienne de 2025 — Churchill—Keewatinook Aski
|       | Candidat          | Parti             | # de voix | % des voix |
|       | Kyle G. Mirecki   | Conservateur      | +03 090,  | 10,32 %    |
|       | Rebecca Chartrand | Libéral           | +12 575,  | 42 %       |
|       | (X) Niki Ashton   | NPD               | +13 487,  | 45,04 %    |
|       | August Hastmann   | Vert              | +00537,   | 1,79 %     |
|       | Zachary Linnick   | Parti libertarien | +00255,   | 0,85 %     |
| Total | Total             | Total             | 29 944    | 100 %      |

|       | Candidat         | Parti        | # de voix | % des voix |
|       | Wally Daudrich   | Conservateur | +05 256,  | 26,18 %    |
|       | Sydney Garrioch  | Libéral      | +04 087,  | 20,36 %    |
|       | (x) Niki Ashton  | NPD          | +10 262,  | 51,12 %    |
|       | Alberteen Spence | Vert         | +00471,   | 2,35 %     |
| Total | Total            | Total        | 20 076    | 100 %      |

|       | Candidat       | Parti        | # de voix | % des voix |
|       | Wally Daudrich | Conservateur | +03 774,  | 20,48 %    |
|       | Tina Keeper    | Libéral      | +05 313,  | 28,83 %    |
|       | Niki Ashton    | NPD          | +08 735,  | 47,4 %     |
|       | Saara Harvie   | Vert         | +00606,   | 3,29 %     |
| Total | Total          | Total        | 18 428    | 100 %      |